# میاوق
میاوق، روستایی از توابع بخش مرکزی شهرستان ارومیه در استان آذربایجان غربی است. این روستا در ۱۲ کیلومتری جاده دریا از ارومیه قرار دارد که از طرف جنوب با ینگجه قاضی، از طرف شمال با شهرک گلمان، از طرف غرب با کشتیبان و از طرف شرق با کردلر همسایه است.به گفته همسایگان، دهیار این روستا عملکرد ضعیفی دارد

## جمعیت
این روستا در دهستان بکشلوچای قرار داشته و بر اساس سرشماری سال ۱۳۸۵ جمعیت آن ۲۰۴۹ نفر (۵۴۸ خانوار) بوده‌است. زبان اهالی ترکی آذربایجانی و کردی و پیرو مذهب سنی شافعی هستند.